# 高米店北駅
座標: 北緯39度46分28.09秒 東経116度19分27.67秒 / 北緯39.7744694度 東経116.3243528度
高米店北駅（こうべいてんきたえき）とは中華人民共和国北京市大興区に位置する北京地下鉄大興線の駅である。

## 駅構造
島式ホーム1面2線を有する地下駅。

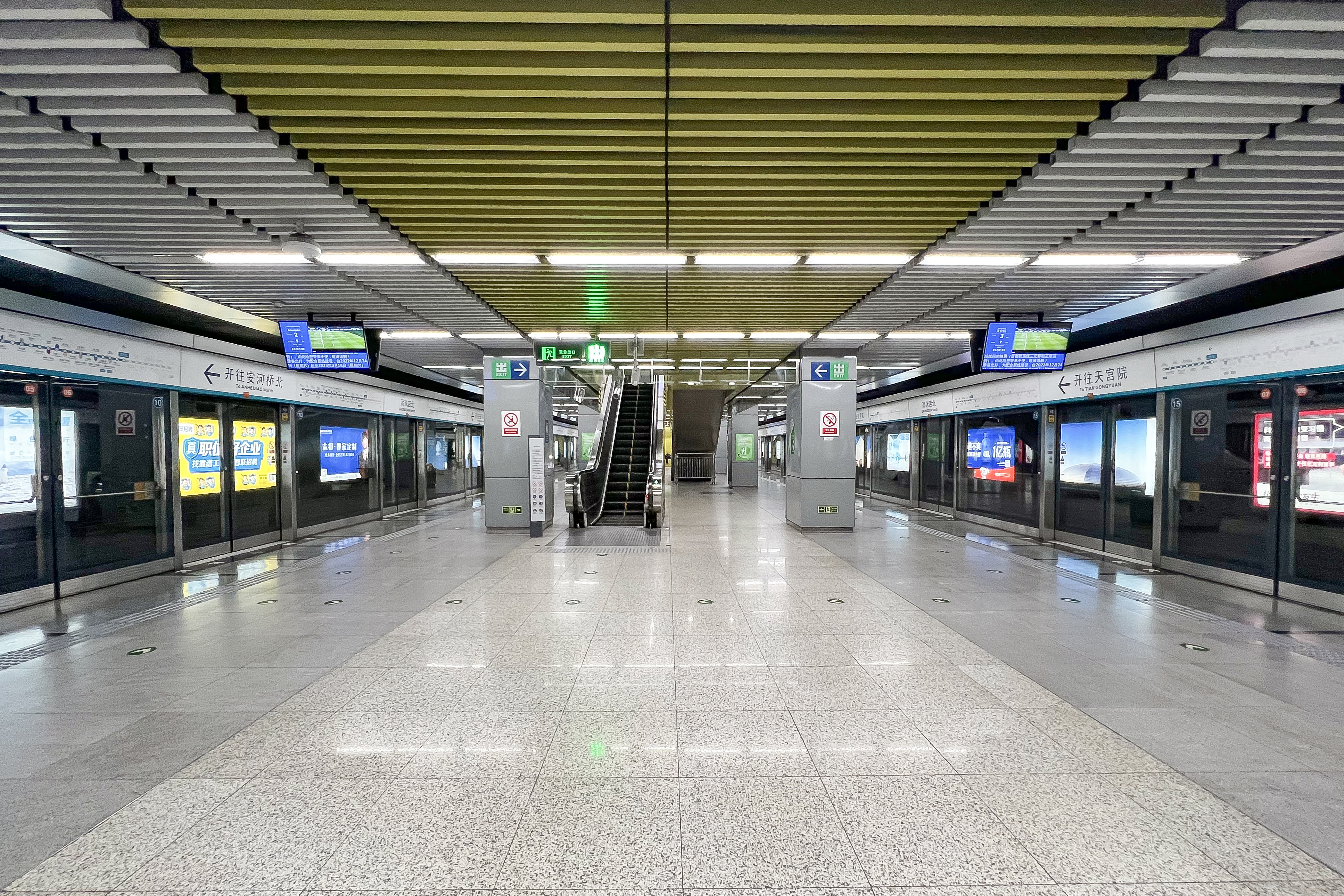
ホーム

駅構内には「首邑祥雲」と題された装飾が為されている。

## 歴史
- 2010年12月30日 - 開業。

## 隣の駅
北京地下鉄
■大興線
西紅門駅 - 高米店北駅 - 高米店南駅